# Space Cadet
Space Cadet («Космонавт-стажер») — девятая серия одиннадцатого сезона мультсериала «Гриффины». Премьерный показ состоялся 6 января 2013 года на канале FOX.

## Сюжет
У Криса в школе начинаются серьёзные проблемы с учёбой. Директор школы говорит Лоис и Питеру о том, что он в ближайшее время может быть отчислен из школы.
Дома Гриффины обсуждают, что же им делать. В этот самый момент Крис подслушивает разговор своих родителей, обвиняя их в том, что они считают его умственно отсталым.
На следующее утро Лоис пытается подбодрить Криса, но всё тщетно — он очень подавлен и обижен на своих родителей. В этот момент Брайан предлагает Лоис отдать Криса в специальный лагерь, где ему будет комфортно учиться с такими же, как и он. С кипой буклетов Лоис приходит к Крису, предлагая тому самому выбрать лагерь, в который ему захочется поехать. Выясняется, что в пачке буклетов случайно оказалась реклама «Космического Лагеря», в котором занятия по математике и физику осуществляются прямо на мысе Канаверал, что находится в Флориде. Однако, Крис немедленно выбирает именно этот лагерь, хотя Лоис пытается его отговорить.
Приехав на Мыс Канаверал, Гриффины оставляют Криса в лагере. Брайан, Стьюи, Лоис и Питер желают Крису удачи. Однако, жизнь в лагере оказывается не так и хороша — над Крисом все подшучивают, а учёба ему никак не даётся. Он звонит домой и просит Лоис забрать его. Выхода нет — приходится приезжать за Крисом обратно. Однако, Питер уговаривает всех побыть в шаттле перед поездкой. Внутри корабля Стьюи нажимает кнопку запуска. Ракета взлетает в космос.
В Куахоге Гриффины становятся известными — о них говорят по всем новостям. Консуэлла забирает дом Гриффинов, утаскивая его к себе. В это время Центре управления полётами пытаются дать рекомендации по возврату домой, однако, связь обрывается. Все напуганы, и лишь только Крис предполагает, что сможет замедлить ход Шаттла путём запуска противоракет, чему он научился в лагере. И это действительно помогает, однако, ракета дезориентируется в пространстве: начинает стремительно набирать скорость и вращаться из-за неправильного угла наклона ракеты. И снова Крис находит решение проблемы — вручную меняет настройки пилотирования, включает автопилот. Все вздыхают с облегчением — они летят домой.
В Куахоге Гриффинов встречают, как героев. Уже дома Лоис и Питер благодарят Криса за то, что он спас их жизни, извиняются, за то, что считали его глупым. Питер не может понять, кто передвинул их дом.

## Рейтинги
- Рейтинг эпизода составил 3.6.
- Эпизод посмотрело порядка 7.26 миллионов американцев, в ту ночь это было гораздо больше, чем у «Закусочной Боба», однако, серия проиграла очередному эпизоду «Симпсонов» (8.97 миллионов зрителей).[1]

## Критика
- Кевин МакФарланд из A.V. Club дал эпизоду оценку B-[2].
- Джон Блаббер из Bubbleblabber дал эпизоду 9/10 баллов, говоря: «Я думаю, мы начинаем видеть некоторые новые ингредиенты, смешная смесь из которых и является „Гриффинами“».[3]